# Tomanik Szaléz Gyula
Tomanik Szaléz Gyula (névváltozatai: Tomanik Ferenc, Salesius Tomanik, Franz Sal. Tomanik) (Pozsony, 1829. július 19. – Pannonhalma, 1887. április 18.) Szent Benedek-rendi áldozópap és főiskolai tanár.

## Élete
1845. szeptember 15-én lépett a rendbe, Pannonhalmán. 1852-ben ott végezte a teológiát, augusztus 3-án letette szerzetesi fogadalmát és augusztus 7-én felszentelték. Ugyanott 1852–53-ban tanár volt. 1853–54-ben a bécsi egyetemen történelmet hallgatott és 1854-től 1870-ig a rend növendékeinek tanár volt, majd 1870-től 1884-ig főiskolai tanár és 1874-től 1886-ig mint másodújoncképző dolgozott. Költeményeit hazai és külföldi lapok közölték, ezekből többet is megzenésítettek.

## Munkái
- Ein Sträusschen aus Ungarns Dichtergarten. Mit biogr. liter. Notizen. Wien und Gran, 1868
- Szent keresztúti ájtatosság. Győr, 1872
- Vergissmeinnicht um das Prälatenkreutz S. Gnaden des hochw. Herrn Mainrad Iván. Wien, 1873
- Blüthen in den Ehrenkranz des hochw. P. Emilian Mann... am. 21. Sept. 1873. Regensburg
- Sonettenkranz ... zur Weihe des doms von St. Martinsberg. Wien, 1876
- Jubelklänge des hochw. H. Placidus Feger Leibach, 1878
- Vergissmeinnicht. Ihrer königl. Hoheit Maria Dorothea Amalie am Tage Ihrer ersten heil. Communion in St. Martins Dom ... 1880, Wien
- St. Benedict und sein Orden. Ein Sonettenkranz zur vierzenhundertjährigen Geburtsfeier unseres h. Vaters. Hely és év n.

Költeményeit, melyek a hazai és külföldi lapokban megjelentek, megzenésítették.